# Le Docteur Héraclius Gloss
Le Docteur Héraclius Gloss est une nouvelle de Guy de Maupassant, parue post-mortem en 1921.

## Historique
Le Docteur Héraclius Gloss est publiée en deux parties dans La Revue de Paris du 15 novembre et du 1er décembre 1921.  
Cette œuvre de jeunesse, l’auteur a vingt-cinq ans quand il l’écrit, date sans doute de la fin de l’année 1875.

## Résumé
Le docteur Héraclius Gloss cherche la vérité philosophique et la trouve dans le manuscrit d'un métempsychosiste.

## Édition française
- Le Docteur Héraclius Gloss  , Maupassant, contes et nouvelles, texte établi et annoté par Louis Forestier, Bibliothèque de la Pléiade, éditions Gallimard, 1974  (ISBN 978 2 07 010805 3).